# Borza (vattendrag)
Borza är ett vattendrag i Kroatien, på gränsen till Ungern. Det ligger i den östra delen av landet, 220 km öster om huvudstaden Zagreb.